# Не имеющий чина
«Не имеющий чина» — советский трёхсерийный телефильм 1985 года режиссёра Ольгерда Воронцова.

## Сюжет
Историко-биографический фильм о М. В. Фрунзе. Фильм посвящен одному из самых таинственных эпизодов его биографии, когда он в 1915 году совершил побег из пересыльной тюрьмы, и под личиной блестящего дворянина Василенко жандармские офицеры не смогли вычислить дерзкого беглеца.

## В ролях
- Григорий Гладий — Михаил Васильевич Фрунзе
- Татьяна Бондаренко — Софья Алексеевна Колтановская
- Интс Буранс — Ян Кириллович
- Валерий Ивченко — Иван Николаевич Константинов, штабс-ротмистр
- Борис Химичев — Борис Петрович Карпов, подполковник
- Виктор Саитов — Соколов
- Юрий Муравицкий — Виктор Эдуардович Монтвид, чиновник для особых поручений
- Юрий Чернов — «Хирург», филёр
- Александр Романцов — Булахов, начальник читинской жандармерии
- Елена Майорова — Юзефа Смолянова
- Наталья Вавилова — Мэри Кияшко
- Всеволод Ларионов — Андрей Иванович Кияшко, генерал-губернатор
- Николай Олейник — Панас Холоденко
- Раиса Рязанова — Екатерина
- Иван Шабалтас — Виктор
- Геннадий Юхтин — старый рабочий
- Рим Аюпов — революционер
- Вацлав Дворжецкий — Алексей Поликарпович Колтановский, отец Софьи
- Софья Павлова — Екатерина Николаевна Колтановская, мать Софьи
- Вячеслав Кириличев — Смолянов
- Афанасий Кочетков — Сохатый, подрядчик
- Василий Пьянков — Виталий Алексеевич Кузьмин, хозяин явочной квартиры
- Елена Кривда — Люба
- Александр Иншаков — Митяй
- Степан Старчиков — отец Митяя
- Цыден Бадмаев — лама
- Чимит Ринчинов — калмык
- Павел Федосеев — грабитель
- Раис Галямов — эпизод
- Виктор Черноскутов — эпизод
- Иван Белозёров — эпизод
- Екатерина Ляхова — эпизод